# 모토로라 모토쿼티
모토로라 모토쿼티(Motorora MOTO QRTY) 또는 모토로라 드로이드 1(Motorora Droid 1)는 쿼티 키패드를 채용된 모토로라 모빌리티에서 제조/판매하는 안드로이드 스마트폰이다. 출시당시 안드로이드 2.1 이클레어를 탑재하였다.

## 제품명
본제품명은 공식 글로벌모델과 미국에서는 드로이드(Droid) 1 , 유럽에서는 마일스톤(Milestone) 1이라는 이름으로 출시되었다. 국내에는 모토쿼티라는 이름으로 출시되었으며, 모델명은 A853이다.

## 출시국가

### 표준모델
- 대한민국
- 미국

그 외 다수 국가

## 색상
- 프리미엄 블랙

## 성능
모토로이와는 쿼티 자판의 유뮤, DMB의 유무와 카메라의 차이 정도 제외하면 모토로이와 제원이 유사하다. 국내 출시된 5인치 미만 스마트폰 중 가장 무게가 무겁다.

## 사진

후면부 모습
후면부 모습
쿼티상태의 전면부 모습
전면부 모습

## 같이 보기
- HTC 디자이어 HD-모토쿼티 다음으로 무거운 스마트폰